# Edmund Lehmann
Edmund Lehmann (ur. 3 listopada 1935 w Szubinie, zm. 10 sierpnia 2017 w Bydgoszczy) – działacz państwowy w okresie PRL, wojewoda bydgoski od 17 grudnia 1973 do 28 lutego 1981, poseł na Sejm PRL VI kadencji.

## Życiorys
Syn Stanisława i Jadwigi. Z wykształcenia inżynier rolnictwa, ukończył studia na Uniwersytecie Mikołaja Kopernika w Toruniu i w Wyższej Szkole Rolniczej w Poznaniu. W latach 1951–1956 należał do Związku Młodzieży Polskiej. W 1958 został agronomem Powiatowego Związku Gminnych Spółdzielni „Samopomoc Chłopska” w Bydgoszczy. W 1960 przystąpił do Zjednoczonego Stronnictwa Ludowego. W 1961 objął funkcję kierownika działu inspekcji nasiennej w Wydziale Rolnictwa i Leśnictwa prezydium Wojewódzkiej Rady Narodowej w Bydgoszczy. Od marca 1965 do 1966 był zastępcą przewodniczącego prezydium Powiatowej RN w Bydgoszczy, a w latach 1966–1972 przewodniczącym prezydium PRN w Żninie. Od 1972 do 1976 był posłem na Sejm, reprezentując okręg Tuchola.
Od kwietnia 1965 do października 1966 był wiceprezesem Powiatowego Komitetu ZSL w Bydgoszczy, a w latach 1968–1971 prezesem PK ZSL w Żninie. W 1970 zasiadł w prezydium Wojewódzkiego Komitetu partii w Bydgoszczy. Od stycznia do kwietnia 1972 był wiceprezesem, a od maja 1972 do grudnia 1973 prezesem WK. Był też członkiem Powiatowego i Wojewódzkiego Społecznego Komitetu Ochotniczej Rezerwy Milicji Obywatelskiej. Od 1973 pełnił urząd wojewody bydgoskigo. W czasie jego urzędowania na tym stanowisku, w 1975 dokonano podziału województwa, wydzielając z niego nowe województwa toruńskie i włocławskie. W 1981 złożył dymisję; w stanie wojennym internowany, jako osoba „zagrażająca bezpieczeństwu państwa”. Oskarżony o nadużycia na sumę prawie 5 mln zł przy budowie domków letniskowych w Drzewianowie w procesie w rozpoczętym 2 lutego 1982 przed sądem w Bydgoszczy, został uniewinniony w I instancji. Po wycofaniu z życia politycznego zamieszkiwał w Bydgoszczy.
Odznaczony Srebrnym Krzyżem Zasługi. Pochowany 12 sierpnia 2017 na cmentarzu katolickim św. Wincentego à Paulo w Bydgoszczy.